# Heinrich Marschner
Heinrich Marschner (Zittau, 16 de agosto de 1795 - Hanover, 16 de dezembro de 1861) foi um compositor romântico alemão de 23 óperas, singspiels e música de câmara.

## Biografia
Marschner foi considerado um dos mais importantes compositores na Europa de 1830 até final do século XIX. Foi rival de Weber e amigo de Beethoven e Mendelssohn.
Está sepultado no Neustädter Friedhof em Hannover.

## Obra selecionada

### Ópera
- Titus (1817)
- Der Kiffhäuser Berg (1817)
- Saidar und Zulima (1818)
- Heinrich IV und d'Aubigné (1819)
- Der Holzdieb (1825)
- Lucretia (1827) (Op. 67)
- Der Vampyr (1828), maior sucesso, influênciou Wagner em Der fliegende Holländer.
- Der Templer und die Jüdin (1829) (Op. 60), a partir de Sir Walter Scott's Ivanhoe.
- Des Falkners Braut (1830) (Op.65)
- Hans Heiling (1833)
- Das Schloß am Ätna (1836)
- Der Bäbu (1838) (Op. 98)
- Das stille Volk
- Ali Baba
- Die Wiener in Berlin
- Fridthjof's Saga
- Kaiser Adolf von Nassau (1844) (Op. 130)
- Austin (1852)
- Der Sängeskönig Hiarne, oder Das Tyrfingschwert (1861) (produção póstuma em 1863)

### Schauspielmusik
- Prinz Friedrich von Homburg (1821) (Op. 56)
- Schön Ella (1822)
- Der Goldschmied von Ulm (1856)
- Die Hermannsschlacht

### Música de câmara
- Piano trio no.1 in A minor, Op.29
- Piano trio no.2 in G minor, Op.111
- Piano trio no.3 in F minor, Op.121
- Piano trio no.4 in D major, Op.135
- Piano trio no.5 in D minor, Op.138
- Piano trio no.6 in C minor, Op.148
- Piano trio no.7 in F major, Op.167
- Piano quartet no.1 in B-flat major, Op.36
- Piano quartet no.2 in G major, Op.158

### Música solo
- Douze bagatelles pour la Guitarre, Op. 4